# Francis James Mortimer

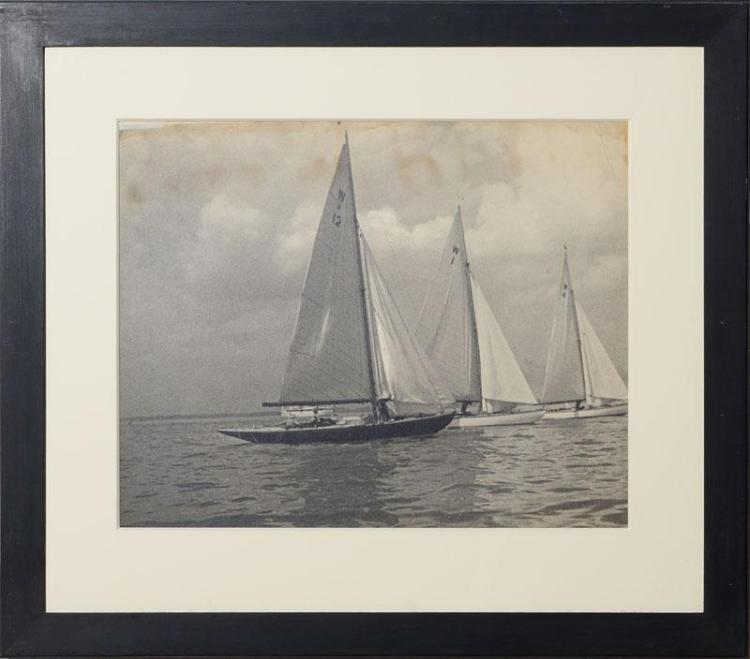
Francis James Mortimer: Segelboote

Francis James Mortimer (* 1874 in Portsmouth, England; † 27. Juli 1944 in London) war ein britischer Fotograf und Herausgeber, der als Pionier des Piktorialismus bekannt wurde.

## Leben
Francis James Mortimer wurde 1874 in Portsmouth geboren. Sein Vater Francis Mortimer war Zahnarzt und Amateurfotograf, der die Portsmouth Amateur Photographic Society mitbegründete. Schon früh teilte Francis junior die Leidenschaft seines Vaters für die Fotografie und das Segeln. Er entwickelte eine wasserdichte Boxkamera, die leichter und handlicher war, und spezialisierte sich auf die Fotografie von Segelbooten und Meereslandschaften. 1908 wurde Mortimer nach dem Tod von A. Horsley Hinton zum Herausgeber der renommierten Zeitschrift The Amateur Photographer ernannt. Er war Mitglied der Royal Photographic Society, der Linked Ring Brotherhood und Mitbegründer des London Salon of Photography. Während des Zweiten Weltkriegs wurde Mortimer am 27. Juli 1944 bei einem deutschen Bombenangriff in London auf dem Weg zu seinem Büro getötet.

## Werk

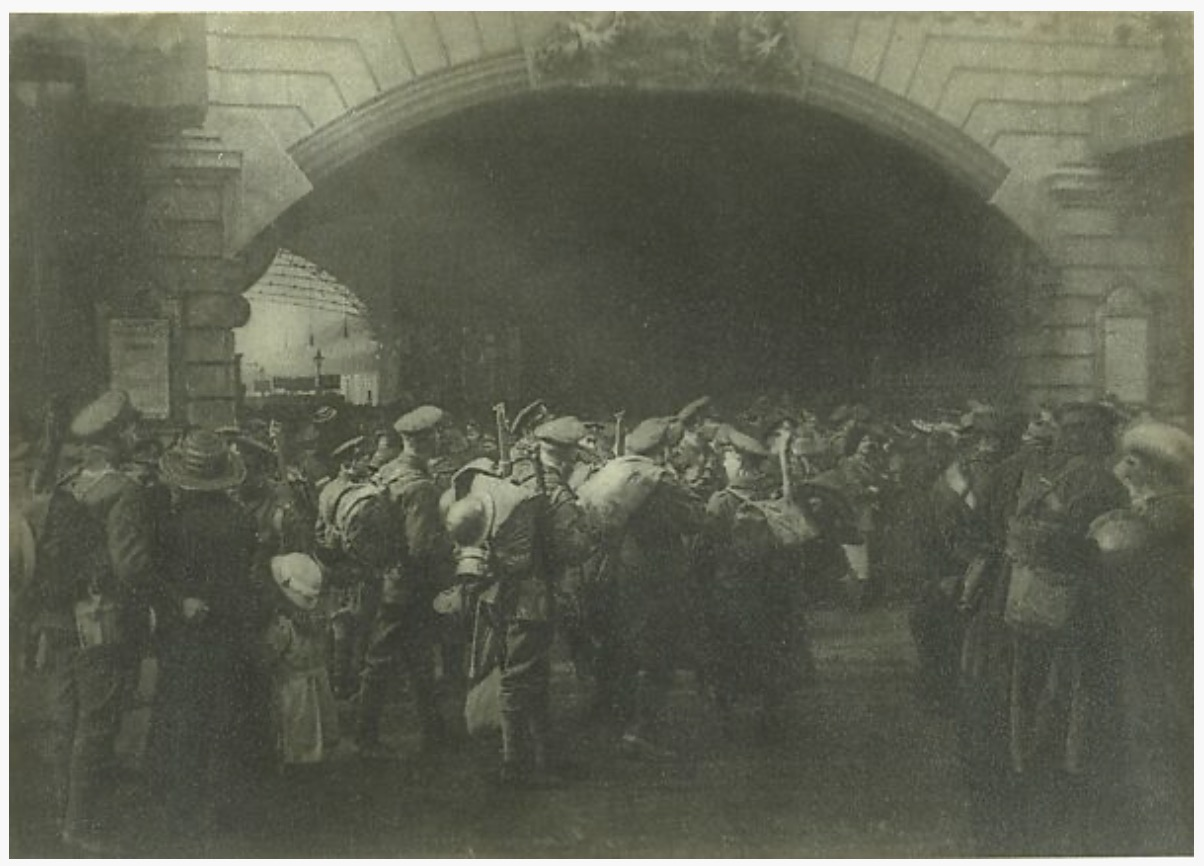
The Gate of Goodbye 1917

Während des Ersten Weltkriegs setzte Mortimer seine fotografischen Fähigkeiten für Propagandazwecke ein. Er produzierte dramatische Kriegsbilder, indem er seine umfangreiche Sammlung nautischer Negative nutzte, um beispielsweise britische Seeleute in Rettungsbooten nach Angriffen deutscher U-Boote zu zeigen. Da es Zivilisten nicht gestattet war, tatsächliche Kampfhandlungen zu fotografieren, waren alle seine Kriegsbilder inszeniert. Eines seiner bekanntesten Fotos ist The Gate of Goodbye, eine Kombination von Negativen, die Soldaten beim emotionalen Abschied von ihren Familien am Londoner Bahnhof Victoria zeigt.  